# Kirnitzschtal
Kirnitzschtal huyện Sächsische Schweiz-Osterzgebirge, bang Sachsen, Đức. Đô thị Kirnitzschtal có diện tích 44,17 km².